# 윔블던 여자 단식 우승자 목록
역대 윔블던 선수권 여자 단식 우승자들의 목록이다.

## 역사
윔블던은 전통적으로 6월 마지막 주와 7월 첫째 주에 개최되었으며, 2017년부터는 7월 첫째 주와 둘째 주에 열리고 있다. 1987년 이후로는 테니스 시즌의 네 개 그랜드슬램 대회 중 세 번째로 치러지고 있다.
본 대회는 제1차 세계대전(1915년 ~ 1918년) 및 제2차 세계대전(1940 ~ 1945년) 기간 동안 중단되었으며, 2020년에는 코로나19 팬데믹으로 인해 개최되지 않았다.
여자 단식 부문 규정은 제1회 대회 이후 여러 차례 변경되었다. 1886년부터 1921년까지는 '올커머스 싱글스'라 불리는 토너먼트가 먼저 진행되었고, 해당 부문의 우승자가 전년도 챔피언과 챌린지 라운드에서 맞붙는 방식이었다. 전년도 챔피언이 출전하지 않은 경우(1889, 1890, 1891, 1894, 1895, 1898, 1903, 1908, 1909, 1912, 1913년)에는 올커머스 우승자가 자동으로 우승자로 인정되었다. 챌린지 라운드 제도는 1922년 대회부터 폐지되었다.
모든 경기는 대회 초창기부터 3세트 2선승제로 진행되었다. 1877년부터 1883년까지는 5게임 올 상황에서 다음 게임을 이긴 선수가 세트를 획득하는 방식이었으며, 다만 올커머스 결승전과 챌린지 라운드에서는 6게임 선취 및 2게임 차 승부 규정이 적용되었다.
1884년부터 1970년까지는 모든 세트가 2게임 차로 승부를 결정하는 방식으로 진행되었다. 이후 1971년 '서든데스 타이브레이크' 제도가 도입되어 첫 두 세트에 한해 적용되었으며, 1971년부터 1978년까지는 8게임 올 상황에서, 1979년 이후로는 6게임 올 상황에서 타이브레이크가 실시되고 있다.
여자 단식 우승자에게는 '비너스 로즈워터 디시(Venus Rosewater Dish)'라 불리는 스털링 실버 접시가 수여된다.
이 접시는 지름 약 48cm(18.75인치)로 신화 속 인물들의 조각으로 장식되어 있다. 새로운 단식 챔피언은 전통적으로 올잉글랜드 클럽(AELTC) 위원회에 의해 명예회원으로 추대된다.
2012년 기준, 여자 단식 우승 상금은 115만 파운드였다.
아마추어–챌린지 라운드 시대에는 도로시아 램버트 체임버스가 7회(1903–1904, 1906, 1910–1911, 1913–1914) 우승하여 최다 우승 기록을 보유하고 있다. 다만 이 가운데 세 번은 챌린지 라운드 승리를 통해 획득한 것이다. 롯티 도드(1891–1893)와 수잔 렝글렌(1919–1921)은 여자 단식 부문에서 3연속 우승 기록을 가지고 있다.
챌린지 라운드 폐지 이후 아마추어 시대 최다 및 최다 연속 우승 기록은 헬렌 윌스 무디가 보유하고 있으며, 총 8회 우승(1927–1930, 1932–1933, 1935, 1938) 및 4연속 우승(1927–1930)을 달성하였다.
오픈 시대(프로 선수 참가 허용 이후)에서는 마르티나 나브라틸로바가 9회(1978–1979, 1982–1987, 1990) 우승하여 최다 우승 기록을 보유하고 있으며, 6연속 우승(1982–1987) 기록 또한 그녀가 보유하고 있다.
오픈 시대 동안 여자 단식 부문에서 단 한 세트도 내주지 않고 완승을 거둔 선수는 다음과 같다. 빌리 진 킹(1968, 1972, 1973, 1975), 마거릿 코트(1970), 이본 굴라공 콜리(1971, 1980), 크리스 에버트(1974, 1981), 마르티나 나브라틸로바(1979, 1983, 1984, 1986, 1987, 1990), 슈테피 그라프(1992, 1996), 야나 노보트나(1998), 린제이 데이븐포트(1999), 비너스 윌리엄스(2000, 2007, 2008), 세레나 윌리엄스(2002, 2009, 2010, 2015, 2016), 페트라 크비토바(2011, 2014), 마리온 바르톨리(2013) 등이 이에 해당한다.

## 우승자 목록

### 아마추어 시대
| 연도            | 우승자                          | 준우승자                        | 스코어                          |
| --------------- | ------------------------------- | ------------------------------- | ------------------------------- |
| 1884년          | 모드 왓슨                       | 릴리망 왓슨                     | 6-8, 6-3, 6-3                   |
| 1885년          | 모드 왓슨                       | 블랑쉬 빙리                     | 6-1, 7-5                        |
| 1886년          | 블랑쉬 빙리                     | 모드 왓슨                       | 6-3, 6-3                        |
| 1887년          | 로티 도드                       | 블랑쉬 빙리                     | 6-2, 6-0                        |
| 1888년          | 로디 도드                       | 블랑쉬 할야드                   | 6-3, 6-3                        |
| 1889년          | 블랑쉬 힐야드                   | 레나 라이스                     | 4-6, 8-6, 6-4                   |
| 1890년          | 레나 라이스                     | 메이 잭슨                       | 6-4, 6-1                        |
| 1891년          | 로디 도드                       | 블랑쉬 힐야드                   | 6-2, 6-1                        |
| 1892년          | 로디 도드                       | 블랑쉬 힐야드                   | 6-1, 6-1                        |
| 1893년          | 로디 도드                       | 블랑쉬 힐야드                   | 6-8, 6-1, 6-4                   |
| 1894년          | 블랑쉬 힐야드                   | 에이트 오스틴                   | 6-1, 6-1                        |
| 1895년          | 샬럿 쿠퍼                       | 할렌 잭슨                       | 7-5, 8-6                        |
| 1896년          | 샬럿 쿠퍼                       | 앨리스 피커링                   | 6-2, 6-3                        |
| 1897년          | 블랑쉬 힐야드                   | 샬럿 쿠퍼                       | 5-7, 7-5, 6-2                   |
| 1898년          | 샬럿 쿠퍼                       | 루이사 마틴                     | 6-4, 6-4                        |
| 1899년          | 블랑쉬 힐야드                   | 샬럿 쿠퍼                       | 6-2, 6-3                        |
| 1900년          | 블랑쉬 힐야드                   | 샬럿 쿠퍼                       | 4-6, 6-4, 6-4                   |
| 1901년          | 샬럿 테리                       | 블랑쉬 힐야드                   | 6-2, 6-2                        |
| 1902년          | 뮤리얼 롭                       | 샬럿 스테리                     | 7-5, 6-1                        |
| 1903년          | 도로시아 더글러스               | 에델 라콤                       | 4-6, 6-4, 6-2                   |
| 1904년          | 도로시아 더글러스               | 샬럿 스테리                     | 6-0, 6-3                        |
| 1905년          | 메이 서튼                       | 할렌 잭슨                       | 6-3, 6-4                        |
| 1906년          | 도로시아 더글러스               | 메이 서튼                       | 6-3, 9-7                        |
| 1907년          | 메이 서튼                       | 도로시 램버트 챔버스            | 6-1, 6-4                        |
| 1908년          | 샬럿 쿠퍼                       | 아그네스 모턴                   | 6-4, 6-4                        |
| 1909년          | 도라 부스비                     | 아그네스 모턴                   | 6-4, 4-6, 8-6                   |
| 1910년          | 도로시아 램버트 챔버스          | 도라 부스비                     | 6-2, 6-2                        |
| 1911년          | 도로시아 램버트 챔버스          | 도라 부스비                     | 6-0, 6-0                        |
| 1912년          | 에델 라르콤                     | 샬럿 스테리                     | 6-3, 6-1                        |
| 1913년          | 도로시아 램버트 챔버스          | 위니 맥네어                     | 6-0, 6-4                        |
| 1914년          | 도로시아 램버트 챔버스          | 에셀 라르콤                     | 7-5, 6-4                        |
| 1915년 ~ 1918년 | 제1차 세계대전 여파로 경기 취소 | 제1차 세계대전 여파로 경기 취소 | 제1차 세계대전 여파로 경기 취소 |
| 1919년          | 쉬잔 랑글렌                     | 도로시 더클라스 챔버스          | 10-8, 4-6, 9-7                  |
| 1920년          | 쉬잔 랑글렌                     | 도로시 더클라스 챔버스          | 6-3, 6-0                        |
| 1921년          | 쉬잔 랑글렌                     | 엘레자베스 리얀                 | 6-2, 6-0                        |
| 1922년          | 쉬잔 랑글렌                     | 몰라 말로리                     | 6-2, 6-0                        |
| 1923년          | 쉬잔 랑글렌                     | 키티 갓프리                     | 6-2, 6-2                        |
| 1924년          | 키티 갓프리                     | 헬레네 윌스                     | 4-6, 6-4, 6-4                   |
| 1925년          | 쉬잔 랑글렌                     | 조안 프라이                     | 6-2, 6-0                        |
| 1926년          | 키티 갓프리                     | 릴리 알바레즈                   | 6-2, 4-6, 6-3                   |
| 1927년          | 헬레네 윌스                     | 릴리 알바레즈                   | 6-2, 6-4                        |
| 1928년          | 헬레네 윌스                     | 릴리 알바레즈                   | 6-2, 6-3                        |
| 1929년          | 헬레네 윌스                     | 헬레네 제이콥스                 | 6-1, 6-2                        |
| 1930년          | 헬레네 모디                     | 엘리자베스 리안                 | 6-2, 6-2                        |
| 1931년          | 실리 아우셈                     | 힐데 크레빙켈                   | 6-2, 7-5                        |
| 1932년          | 헬레네 모디                     | 헬레네 제이콥스                 | 6-3, 6-1                        |
| 1933년          | 헬레네 모디                     | 도로시 라운드                   | 6-4, 6-8, 6-3                   |
| 1934년          | 도로시 라운드                   | 헬레네 제이콥스                 | 6-2, 5-7, 6-3                   |
| 1935년          | 헬레네 모디                     | 헬레네 제이콥스                 | 6-3, 3-6, 7-5                   |
| 1936년          | 헬레네 제이콥스                 | 힐데 스펄링                     | 6-2, 4-6, 7-5                   |
| 1937년          | 도로시 라운드                   | 자드위가 제르체호포스카         | 6-2, 2-6, 7-5                   |
| 1938년          | 헬레네 모디                     | 헬레네 제이콥스                 | 6-4, 6-0                        |
| 1939년          | 앨리스 마블                     | 카이 스태머스                   | 6-2, 6-0                        |
| 1940년 ~ 1945년 | 제2차 세계대전 여파로 경기 취소 | 제2차 세계대전 여파로 경기 취소 | 제2차 세계대전 여파로 경기 취소 |
| 1946년          | 폴린 벳즈                       | 루이즈 브로                     | 6-2, 6-4                        |
| 1947년          | 마거릿 오스본                   | 도리스 하트                     | 6-2, 6-4                        |
| 1948년          | 루이즈 브로                     | 도리스 하트                     | 6-3, 8-6                        |
| 1949년          | 루이즈 브로                     | 마거릿 듀퐁                     | 10-8, 1-6, 10-8                 |
| 1950년          | 루이즈 브로                     | 마거릿 듀퐁                     | 6-1, 3-6, 6-1                   |
| 1951년          | 도리스 하트                     | 셜리 프라이                     | 6-1, 6-0                        |
| 1952년          | 모린 코널리                     | 도리스 하트                     | 7-5, 6-3                        |
| 1953년          | 모린 코널리                     | 도리스 하트                     | 8-6, 7-5                        |
| 1954년          | 모린 코널리                     | 루이즈 브로                     | 6-2, 7-5                        |
| 1955년          | 루이즈 브로                     | 베이커 프랫츠                   | 7-5, 8-6                        |
| 1956년          | 셜리 프라이                     | 안젤라 벅스턴                   | 6-3, 6-1                        |
| 1957년          | 앨리 깁슨                       | 달린 하드                       | 6-3, 6-2                        |
| 1958년          | 앨리 깁슨                       | 안젤라 모티머                   | 8-6, 6-2                        |
| 1959년          | 마리아 브에노                   | 달린 하드                       | 6-4, 6-3                        |
| 1960년          | 마리아 브에노                   | 산드라 레이놀즈                 | 8-6, 6-0                        |
| 1961년          | 안젤라 모티머                   | 크리스틴 트루먼                 | 4-6, 6-4, 7-5                   |
| 1962년          | 카렌 서스만                     | 베라 수코바                     | 6-4, 6-4                        |
| 1963년          | 마가렛 스미스                   | 마리아 브에노                   | 6-3, 6-4                        |
| 1964년          | 마리아 브에노                   | 마가렛 스미스                   | 6-4, 7-9, 6-3                   |
| 1965년          | 마가렛 스미스                   | 마리아 브에노                   | 6-4, 7-5                        |
| 1966년          | 빌리 진 킹                      | 마리아 브에노                   | 6-3, 3-6, 6-1                   |
| 1967년          | 빌리 진 킹                      | 앤 존슨                         | 6-3, 6-4                        |

### 오픈 시대
| 연도   | 우승자                             | 준우승자                           | 스코어                             |                                    |
| ------ | ---------------------------------- | ---------------------------------- | ---------------------------------- | ---------------------------------- |
| 1968년 | 빌리 진 킹                         | 주디 테가르트                      | 9-7. 7-5                           |                                    |
| 1969년 | 앤 존슨                            | 빌리 진 킹                         | 3-6, 6-3, 6-2                      |                                    |
| 1970년 | 마거릿 코트                        | 빌리 진 킹                         | 14-12, 11-9                        |                                    |
| 1971년 | 이본 굴라공                        | 마거릿 코트                        | 6-4, 6-1                           |                                    |
| 1972년 | 빌리 진 킹                         | 이본 굴라공                        | 6-3, 6-3                           |                                    |
| 1973년 | 빌리 진 킹                         | 크리스 에버트                      | 6-0, 7-5                           |                                    |
| 1974년 | 크리스 에버트                      | 올가 마로자바                      | 6-0, 6-4                           |                                    |
| 1975년 | 빌리 진 킹                         | 이본 굴라공                        | 6-0, 6-1                           |                                    |
| 1976년 | 빌리 진 킹                         | 이본 굴라공                        | 6-3, 4-6, 8-6                      |                                    |
| 1977년 | 버지니아 웨이드                    | 베티 스퇴브                        | 4-6, 6-3, 6-1                      |                                    |
| 1978년 | 마르티나 나브라틸로바              | 크리스 에버트                      | 2-6, 6-4, 7-5                      |                                    |
| 1979년 | 마르티나 나브라틸로바              | 크리스 에버트                      | 6-4, 6-4                           |                                    |
| 1980년 | 이본 굴라공                        | 크리스 에버트                      | 6-1, 7-6(7-4)                      |                                    |
| 1981년 | 크리스 에버트                      | 하나 만드리코바                    | 6-2, 6-2                           |                                    |
| 1982년 | 마르티나 나브라틸로바              | 크리스 에버트                      | 6-1, 3-6, 6-2                      |                                    |
| 1983년 | 마르티나 나브라틸로바              | 앙드레 예거                        | 6-0, 6-3                           |                                    |
| 1984년 | 마르티나 나브라틸로바              | 크리스 에버트                      | 7-6(7-1), 6-3                      |                                    |
| 1985년 | 마르티나 나브라틸로바              | 크리스 에버트                      | 4-6, 6-3, 6-2                      |                                    |
| 1986년 | 마르티나 나브라틸로바              | 하나 만드리코바                    | 7-6(7-1), 6-3                      |                                    |
| 1987년 | 마르티나 나브라틸로바              | 슈테피 그라프                      | 7-5, 6-3                           |                                    |
| 1988년 | 슈테피 그라프                      | 마르티나 나브라틸로바              | 5-7, 6-2, 6-1                      |                                    |
| 1989년 | 슈테피 그라프                      | 마르티나 나브라틸로바              | 6-2, 6-7(1-7), 6-1                 |                                    |
| 1990년 | 마르티나 나브라틸로바              | 지나 개리슨                        | 6-4, 6-1                           |                                    |
| 1991년 | 슈테피 그라프                      | 가브리웰라 사바티나                | 6-4, 3-6, 8-6                      |                                    |
| 1992년 | 슈테피 그라프                      | 모니카 셀레스                      | 6-2, 6-1                           |                                    |
| 1993년 | 슈테피 그라프                      | 야나 노브트나                      | 7-6(8-6), 1-6, 6-4                 |                                    |
| 1994년 | 콘치타 마르티네스                  | 마르티나 나르라틸로바              | 6-4, 7-6, 6-3                      |                                    |
| 1995년 | 슈테피 그라프                      | 아란차 산체스 비카리오             | 4-6, 6-1, 7-5                      |                                    |
| 1996년 | 슈테피 그라프                      | 아란차 산체스 비카리오             | 6-3, 7-5                           |                                    |
| 1997년 | 마르티나 힝기스                    | 야나 노보트나                      | 2-6, 6-3, 6-3                      |                                    |
| 1998년 | 야나 노보트나                      | 나탈리 타우자트                    | 6-4, 7-6(7-2)                      |                                    |
| 1999년 | 린지 대븐포트                      | 슈테피 그라프                      | 6-4, 7-5                           |                                    |
| 2000년 | 비너스 윌리엄스                    | 린지 대븐포트                      | 6-3, 7-6(7-3)                      |                                    |
| 2001년 | 비너스 윌리엄스                    | 쥐스틴 에냉                        | 6-1, 3-6, 6-0                      |                                    |
| 2002년 | 세리나 윌리엄스                    | 비너스 윌리엄스                    | 7-6(7-4), 6-3                      |                                    |
| 2003년 | 세리나 윌리엄스                    | 비너스 윌리엄스                    | 4-6, 6-4, 6-2                      |                                    |
| 2004년 | 마리야 샤라포바                    | 세리나 윌리엄스                    | 6-1, 6-4                           |                                    |
| 2005년 | 비너스 윌리엄스                    | 린지 대븐포트                      | 4-6, 6-4, 6-2                      |                                    |
| 2006년 | 아멜리 모레스모                    | 쥐스틴 에닝                        | 2-6, 6-3, 6-4                      |                                    |
| 2007년 | 비너스 윌리엄스                    | 마리옹 바르톨리                    | 6-4, 6-1                           |                                    |
| 2008년 | 비너스 윌리엄스                    | 세리나 윌리엄스                    | 7-5, 6-4                           |                                    |
| 2009년 | 세리나 윌리엄스                    | 비너스 윌리엄스                    | 7-6(7-3), 6-2                      |                                    |
| 2010년 | 세리나 윌리엄스                    | 베라 즈보나레바                    | 6-3, 6-3                           |                                    |
| 2011년 | 페트라 크비토바                    | 마리야 샤라포바                    | 6-3, 6-4                           |                                    |
| 2012년 | 세리나 윌리엄스                    | 아그니에슈카 라드반스카            | 6-1, 5-7, 6-2                      |                                    |
| 2013년 | 마리옹 바르톨리                    | 사빈 리시츠키                      | 6-1, 6-4                           |                                    |
| 2014년 | 페트라 크비토바                    | 가르비녜 무구루사                  | 6-3, 6-0                           |                                    |
| 2015년 | 세리나 윌리엄스                    | 가르비녜 무구루사                  | 6-4, 6-4                           |                                    |
| 2016년 | 세리나 윌리엄스                    | 안젤리크 케르버                    | 7-5, 6-3                           |                                    |
| 2017년 | 가르비녜 무구루사                  | 비너스 윌리엄스                    | 7-5, 6-0                           |                                    |
| 2018년 | 안젤리크 케르버                    | 비너스 윌리엄스                    | 6-3, 6-3                           |                                    |
| 2019년 | 시모나 할레프                      | 비너스 윌리엄스                    | 6-2, 6-2                           |                                    |
| 2020년 | 코로나19 범유행으로 인한 경기 취소 | 코로나19 범유행으로 인한 경기 취소 | 코로나19 범유행으로 인한 경기 취소 | 코로나19 범유행으로 인한 경기 취소 |
| 2021년 | 애슐리 바티                        | 카롤리나 플리스코바                | 6-3, 6-7(4-7), 6-3                 |                                    |
| 2022년 | 옐레나 리바키나                    | 온스 자베르                        | 3-6, 6-2, 6-2                      |                                    |
| 2023년 | 마르케타 본드루쇼바                | 온스 자베르                        | 6–4, 6–4                           |                                    |
| 2024년 | 바르보라 크레이치코바              | 재스민 파올리니                    | 6–2, 2–6, 6–4                      |                                    |
| 2025년 | 이가 시비옹테크                    | 아만다 아니시모바                  | 0-6, 0-6                           |                                    |

## 통계

### 챔피언
- 연도는 도전자 결정전(챌린지 라운드)에서 타이틀을 지켜낸 해를 가진다.

| 선수                     | 아마추어 | 오픈 | 역대 통산 | 연도                                                 |
| ------------------------ | -------- | ---- | --------- | ---------------------------------------------------- |
| 마르티나 나브라틸로바    | 0        | 9    | 9         | 1978, 1979, 1982, 1983, 1984, 1985, 1986, 1987, 1990 |
| 헬렌 윌스 무디           | 8        | 0    | 8         | 1927, 1928, 1929, 1930, 1932, 1933, 1935, 1938       |
| 도르시아 램버트 체임버스 | 7        | 0    | 7         | 1903, 1904, 1906, 1910, 1911, 1913, 1914             |
| 슈테피 그라프            | 0        | 7    | 7         | 1988, 1989, 1991, 1992, 1993, 1995, 1996             |
| 세리나 윌리엄스          | 0        | 7    | 7         | 2002, 2003, 2009, 2010, 2012, 2015, 2016             |
| 블랑슈 빙글리            | 6        | 0    | 6         | 1886, 1889, 1894, 1897, 1899, 1900                   |
| 쉬잔 랑글렌              | 6        | 0    | 6         | 1919, 1920, 1921, 1922, 1923, 1925                   |
| 빌리 진 킹               | 2        | 4    | 6         | 1966, 1967, 1968, 1972, 1973, 1975                   |
| 샬럿 쿠퍼 스테리         | 5        | 0    | 5         | 1895, 1896, 1898, 1901, 1908                         |
| 로티 도트                | 5        | 0    | 5         | 1887, 1888, 1891, 1892, 1893                         |
| 비너스 윌리엄스          | 0        | 5    | 5         | 2000, 2001, 2005, 2007, 2008                         |
| 루이스 브러프            | 4        | 0    | 4         | 1948, 1949, 1950, 1955                               |
| 모린 코놀리              | 3        | 0    | 3         | 1959, 1960, 1964                                     |
| 크리스 에버트            | 0        | 3    | 3         | 1974, 1976, 1981                                     |
| 알테아 깁슨              | 2        | 0    | 2         | 1957, 1958                                           |
| 도로시 라운드            | 2        | 0    | 2         | 1934, 1937                                           |
| 캐슬린 맥케인 갓프리     | 2        | 0    | 2         | 1924, 1926                                           |
| 메이 서튼                | 2        | 0    | 2         | 1905, 1907                                           |
| 모드 왓슨                | 2        | 0    | 2         | 1884, 1885                                           |
| 이본 굴라공              | 0        | 2    | 2         | 1971, 1980                                           |
| 페트라 크비토바          | 0        | 2    | 2         | 2011, 2014                                           |

### 국가별
| 국가 이름      | 아마추어 | 오픈 | 합계 | 첫 우승 연도 | 마지막 우승 연도 |
| -------------- | -------- | ---- | ---- | ------------ | ---------------- |
| 미국           | 28       | 29   | 57   | 1905년       | 2016년           |
| 영국           | 34       | 2    | 36   | 1884년       | 1977년           |
| 독일           | 1        | 8    | 9    | 1931년       | 2018년           |
| 프랑스         | 6        | 2    | 8    | 1919년       | 2013년           |
| 오스트레일리아 | 2        | 4    | 6    | 1963년       | 2021년           |
| 체코           | 0        | 5    | 5    | 1998년       | 2024년           |
| 브라질         | 3        | 0    | 3    | 1959년       | 1964년           |
| 스위스         | 0        | 1    | 1    | 1997년       | 1997년           |
| 러시아         | 0        | 1    | 1    | 2004년       | 2004년           |
| 루마니아       | 0        | 1    | 1    | 2019년       | 2019년           |
| 카자흐스탄     | 0        | 1    | 1    | 2022년       | 2022년           |
| 폴란드         | 0        | 1    | 1    | 2025년       | 2025년           |

## 같이 보기
- 역대 윔블던 남자 단식 우승자 목록